# Ngourkosso
Ngourkosso er et af de fire departementer, som udgør regionen Logone Occidental i Tchad.
8°59′N 16°19′Ø / 8.99°N 16.32°Ø